# Qzone
«Qzone» («QQ空间», «Кузон»)— крупнейшая в Китае социальная сеть, третья в мире по количеству зарегистрированных пользователей
после Facebook и YouTube.

## Общие сведения
По данным на начало 2014 года в сети зарегистрировано 623,3 млн человек. Большинство пользователей — жители КНР. За пределами Китая сеть не известна и почти не используется. Основной язык — китайский, хотя существует и версия сайта на английском языке.
Сеть создана в 2005 году Китайской телекоммуникационной компанией Tencent Inc. По данным некоторых справочников, сервер сети может располагаться в Южной Корее